# Cagua
Cagua es una ciudad de Venezuela, capital del municipio Sucre (Aragua), situada a 458 m s. n. m. en el valle del río Aragua, en la parte noroeste del estado Aragua, teniendo un área aproximada de 11 km² íntegramente dentro del municipio Sucre. Está atravesada de norte a sur por la Carretera Nacional Cagua - La Villa, importante arteria vial que comunica los Valles de Aragua con los Llanos centrales, a través del abra de Villa de Cura; además, posee comunicación directa con las ciudades de Santa Cruz de Aragua y San Mateo, así como con el importante nudo comunicacional de La Encrucijada.

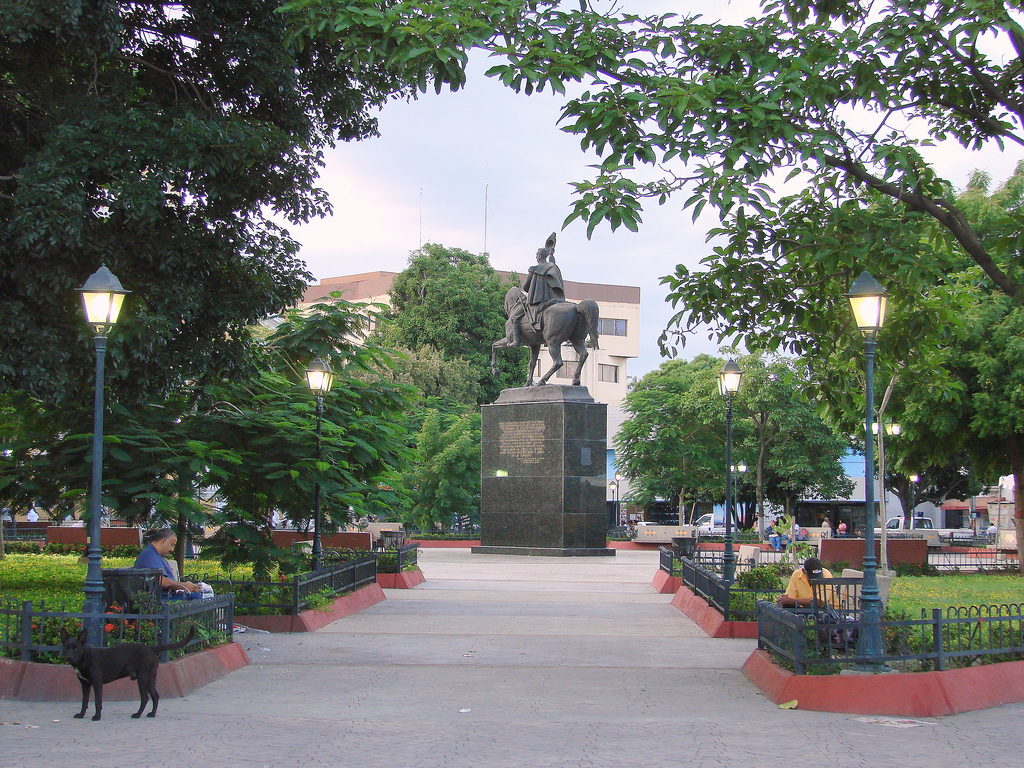
Plaza Sucre de Cagua.

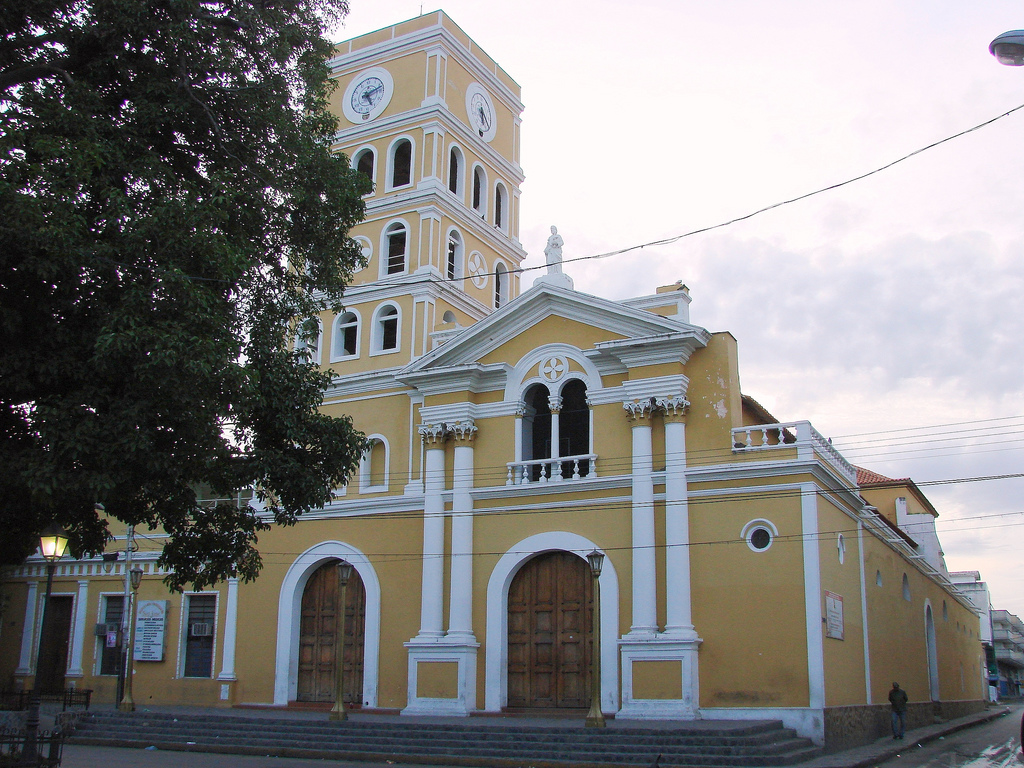
Iglesia de Cagua.

Posee una población para el año 2021 de 130.444 habitantes. Es una de las ciudades con mayor parque industrial del centro del país, siendo la 2ª dentro del Estado Aragua, concentrando un 12 % de las industrias del estado, siendo además base de diversas empresas importantes del ramo agroindustrial y del sector terciario.
Se estructuró en el 29 de noviembre de 1620 como pueblo de originarios denominado «Cagua La Vieja» por el teniente gobernador Pedro José Gutiérrez de Lugo y el vicario general Presbítero Gabriel de Mendoza en el sitio de la quebrada de Caguacao, siendo trasladado en 1626 a su actual sitio, la sabana de Cagua a orillas del río Aragua con el nombre de Nuestra Señora del Rosario de Cagua, cambiándose la designación a San José de Cagua en el siglo XVIII, imponiéndose ulteriormente el topónimo de Cagua. Su nombre proviene del dialecto indígena «Caguacao», que significa «La Villa del Caracol».

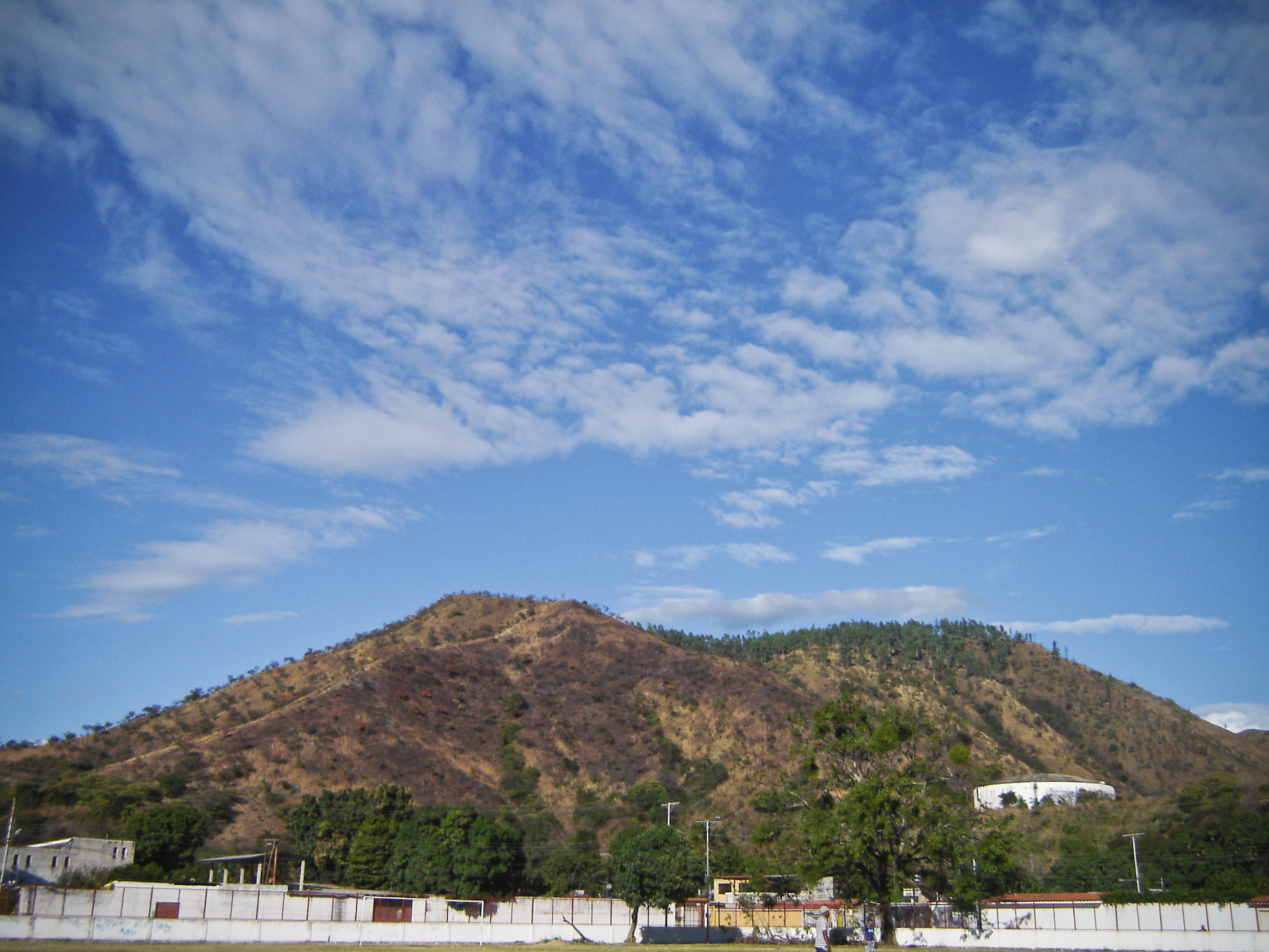
Cerro El Empalao.

El caracol es un símbolo de la ciudad.

## Toponimia
Según el Dr. Lisandro Alvarado en su libro «Glosario de Voces Indígenas Venezolanas», puntualiza que la palabra Cagua es una alteración de la palabra Caigua y que ese nombre procede a su vez, de la voz cumanagoto kaigua que significa caracol. También el investigador Telasco Mac Peherson, en su diccionario del estado Monagas indica que Cagua se deriva de Cahigua, (voz cumanagota) y es nombre que lleva un caracol de las costas en Monagas. Como se puede leer en algunos episodios del libro «Perfil Histórico de Cagua», los indígenas que habitaron en Cagua, llamaban a estas tierras Valles de Caguacao, debido a la abundancia de caracoles de agua dulce provenientes del desaparecido río Aragua. 

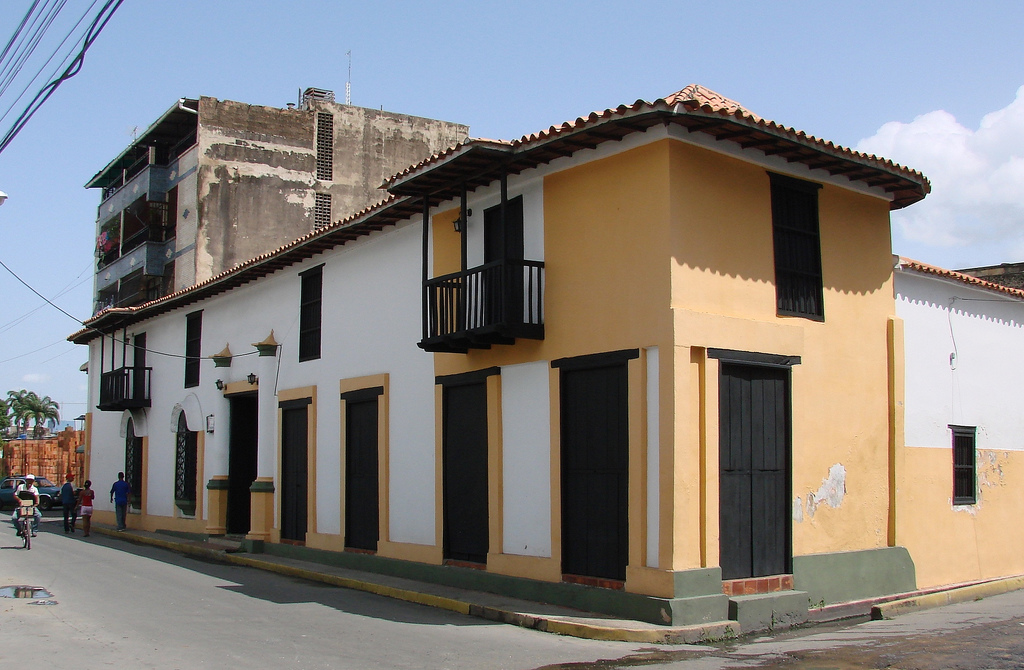
Casa Guipuzcoana Cagua

Caigua (Caracol) + Cao (Quebrada o Río) dan origen a Caguacao. Hoy Cagua.

## Historia
El 26 de noviembre de 1620, el teniente gobernador Pedro José Gutiérrez de Lugo y el vicario general presbítero Gabriel de Mendoza, en nombre del Gobernador Francisco de la Hoz Berrío y el Obispo Gonzalo de Angulo, respectivamente, fundaron el pueblo de indios de doctrina de San Joseph de Cagua en la quebrada o sitio del Cacique Caguacao, llamado también sitio de Maraca, con las encomiendas del Capitán Garci González de Silva y del Sargento Mayor Baltasar de Silva.
Según las remembranzas históricas de Cagua, el 29 de noviembre de 1620 se eleva a la Parroquia Eclesiástica la Encomienda del Conquistador Garci González de Silva, con el nombre de San José de Cagua, por el Presbitero Gabriel de Mendoza, en los terrenos que hoy ocupa la Hacienda Agropecuaria Casupito, y seis años más tarde se mudan a esta amplia sabana a los pies del Cerro El Empalao, donde aún permanece.
Cumpliendo con los requisitos exigidos por la Corona Española en los pueblos que fundaron en América, se trazan los terrenos que asignarían a la Iglesia, Casa del Cura doctrinero (hoy Casa Parroquial), el Cuartel (actual Prefectura y Comandancia de la Policía) y la Plaza Mayor (actualmente Plaza Sucre).
En 1626, el pueblo fue mudado a la sabana de Cagua a orillas del río Aragua. La razón de la mudanza fue la escasez de agua en el sitio original, que se llamó desde entonces Pueblo Viejo. En 1676 el Obispo "Antonio González de Acuña" construyó la iglesia y la declaró parroquia.
En septiembre de 1728, la Casa Guipuzcoana era una edificación donde funcionaba una compañía dedicada a través de un arrendamiento en Venezuela, a perseguir el comercio ilimito en la producción del cacao. 274 años después pasó a convertirse en una estructura que bajo el sistema de autogestión, realiza actividades educativas, recreativas y mayormente culturales, en las que participan no solo la comunidad de la ciudad de Cagua, sino del país y mundo entero, como el caso de las pintoras Neisan Santa María, Mireya Granados, Noris Morales y Maribel Araudy, quienes recientemente llegaron de zonas como Puerto Ordaz y España, para exponer sus obras.
Los Borbones copiaron de Holanda la útil experiencia de sociedades mercantiles para ayudar a la explotación Colonial. Así, en septiembre de 1728 se firma el contrato que no es más que el arrendamiento de Venezuela, entre cuyas cláusulas está perseguir el contrabando ilícito ya que dos tercios de la producción cacaotera salía de modo ilegal.
En 1764, Joseph Luis de Cisneros decía que las harinas de Cagua eran de excelente calidad; se tienen noticias de que el trigo era cultivado desde mediados del siglo XVII. También, el auge del cacao hizo que la Compañía Guipuzcoana tuviera en Cagua una de sus oficinas. En 1778 se comenzó a cultivar en grandes cantidades el añil y en 1782 el algodón, que inician una época de prosperidad para Cagua. A partir del 2 de junio de 1781 ya era cabeza de todos los pueblos del Valle de Aragua y se daba con abundancia el arroz, algodón, caña de azúcar, cacao, maíz, plátano, tabaco y yuca por ser los suelos muy fértiles.
En el año de 1876, se funda en el entonces llamado Municipio Cagua la primera industria, que llevó por nombre Aserradero al Vapor Toro Hermanos, propiedad de los hermanos Luis y Ernesto Toro Rasco. El complejo industrial lo construían, Aserradero, Fábrica de Escobas, Moliendas de Café y Maíz, Herrería y Carpintería, para ese entonces con las más modernas máquinas.
En el año 1940, se establece en el pueblo la segunda industria en la calle Comercio con Sabana Larga, para la elaboración y envasado de embutidos, fabricando salchichas, jamones y envasaban pimientos morrones, fue la primera factoría local en utilizar mano de obra femenina a la que cancelaban dos bolívares diarios. En el siglo XX pasó de ser una población agrícola a convertirse en la segunda ciudad del estado, debido a la gran concentración de empresas e industrias y a la consiguiente afluencia poblacional. Predominan las industrias manufactureras de aluminio, envases metálicos, textiles, vajillas, electrodomésticos, electrónica y alimentos procesados.

## Sitios de interés
- Casa donde nació Emanuel Machado el 10 de mayo de 1978
- Iglesia de San José
- Iglesia de Fátima (Urb. Fco. De Miranda)
- Iglesia Nuestra Señora De Las Nieves (Urb. Sta. Rosalía) Nuestra Señora de las Nieves (La Palma)
- El Molino de Piedra
- Casa Guipuzcoana
- Museo de Arte e Historia
- Laguna de Taiguaguai (Parroquia Bella Vista)
- Plaza Sucre
- Plaza Bolívar
- Plaza Los Meregotos
- Cerro «El Empalao» (llamado así debido a que en la época de la conquista los españoles empalaban a los indígenas en la punta del cerro para atemorizar al resto de la población).
- Casa de la Cultura

## Clima
La ciudad de Cagua presenta un clima muy típico en Venezuela (tropical de sabana seco) caracterizado por las oscilaciones térmicas diarias de hasta 16 °C, siendo cálido durante el día, con máximas de hasta 35 °C durante cualquier época del año y noches refrescantes que hacen que la temperatura baje a 19 °C, usualmente entre los meses de diciembre y febrero. La temperatura media anual es de 26 °C y la pluviosidad promedio ronda los 800mm anuales. Las lluvias se concentran entre los meses de abril y octubre, mientras que el periodo seco se da desde noviembre hasta marzo.
| Parámetros climáticos promedio de Cagua | Parámetros climáticos promedio de Cagua | Parámetros climáticos promedio de Cagua | Parámetros climáticos promedio de Cagua | Parámetros climáticos promedio de Cagua | Parámetros climáticos promedio de Cagua | Parámetros climáticos promedio de Cagua | Parámetros climáticos promedio de Cagua | Parámetros climáticos promedio de Cagua | Parámetros climáticos promedio de Cagua | Parámetros climáticos promedio de Cagua | Parámetros climáticos promedio de Cagua | Parámetros climáticos promedio de Cagua | Parámetros climáticos promedio de Cagua |
| Mes                                     | Ene.                                    | Feb.                                    | Mar.                                    | Abr.                                    | May.                                    | Jun.                                    | Jul.                                    | Ago.                                    | Sep.                                    | Oct.                                    | Nov.                                    | Dic.                                    | Anual                                   |
| --------------------------------------- | --------------------------------------- | --------------------------------------- | --------------------------------------- | --------------------------------------- | --------------------------------------- | --------------------------------------- | --------------------------------------- | --------------------------------------- | --------------------------------------- | --------------------------------------- | --------------------------------------- | --------------------------------------- | --------------------------------------- |
| Temp. máx. abs. (°C)                    | 38                                      | 39                                      | 39                                      | 39                                      | 38                                      | 35                                      | 35                                      | 36                                      | 38                                      | 37                                      | 35                                      | 34                                      | 39                                      |
| Temp. máx. media (°C)                   | 31.9                                    | 33.4                                    | 33.7                                    | 33.9                                    | 33.1                                    | 31.8                                    | 31.5                                    | 29.9                                    | 31.8                                    | 30.9                                    | 30.7                                    | 31.3                                    | 31.9                                    |
| Temp. media (°C)                        | 25.3                                    | 26.5                                    | 26.7                                    | 27.9                                    | 26.9                                    | 26.5                                    | 26.1                                    | 25.2                                    | 26.2                                    | 25.4                                    | 25.8                                    | 25.4                                    | 26.1                                    |
| Temp. mín. media (°C)                   | 20.7                                    | 21.6                                    | 21.7                                    | 23.9                                    | 22.6                                    | 23.2                                    | 22.6                                    | 22.5                                    | 22.6                                    | 21.9                                    | 22.8                                    | 21.3                                    | 22.3                                    |
| Temp. mín. abs. (°C)                    | 13                                      | 13                                      | 15                                      | 17                                      | 17                                      | 17                                      | 18                                      | 18                                      | 18                                      | 17                                      | 15                                      | 14                                      | 11                                      |
| Precipitación total (mm)                | 0                                       | 0                                       | 0                                       | 0                                       | 43                                      | 53                                      | 114                                     | 93                                      | 125                                     | 98                                      | 96                                      | 0                                       | 622                                     |
| Días de lluvias (≥ )                    | 0                                       | 0                                       | 0                                       | 0                                       | 7                                       | 10                                      | 16                                      | 22                                      | 22                                      | 19                                      | 15                                      | 0                                       | 111                                     |
| Humedad relativa (%)                    | 60                                      | 60                                      | 60                                      | 70                                      | 90                                      | 85                                      | 85                                      | 81                                      | 95                                      | 78                                      | 75                                      | 75                                      | 76                                      |
| Fuente: Accuweather 2015                |                                         |                                         |                                         |                                         |                                         |                                         |                                         |                                         |                                         |                                         |                                         |                                         |                                         |

## Concentración poblacional
La población de Cagua se encuentra asentada o concentrada en las diferentes urbanizaciones de la ciudad y partes del centro o del casco colonial de la ciudad.
- Casco Central
- Barrancón
- La carretera Nacional Cagua-La Villa

Los principales urbanismos son:
- Urb. Rafael Urdaneta
- Urb. La Haciendita
- Urb. El Lechozal
- Urb. 12 de Octubre
- Urb. Ciudad Jardín
- Urb. El Toco
- Urb. El Bosque
- Urb. Corinsa
- Urb. La Exclusiva
- Urb. Prados de la Encrucijada
- Urb. La Fundación
- Urb. La Ciudadela
- Urb. Parque Residencial La Haciendita
- Urb. Santa Rosalía
- Urb. Fundacagua
- Urb. El Carmen
- Urb. Jesús de Nazareth
- Urb. Manuelita Sáenz
- Urb. Los Cocos
- Urb. El Samán
- Urb. La Trinidad
- Urb. Prados de Aragua
- Urb. Blandín
- Urb: Rómulo Gallegos (No es parte de la Carpiera)
- Urb: El Corozal
- Urb. Residencias Codazzi
- Res. Nathalie

Parroquia
- Bella Vista

Barrios
- Alí Primera
- Guillén
- Brisas de Aragua, Principalmente conocida como Huete
- La Comuna de Chávez
- La Segundera
- Las Vegas
- Tamborito
- La Carpiera

La mayoría de los primeros pobladores de estas urbanizaciones son provenientes de Caracas. Además por su cercanía a Maracay, muchas familias de esta ciudad han visto en Cagua una opción para vivir, lo cual ocasiona mucho tráfico entre las dos ciudades. [cita requerida]

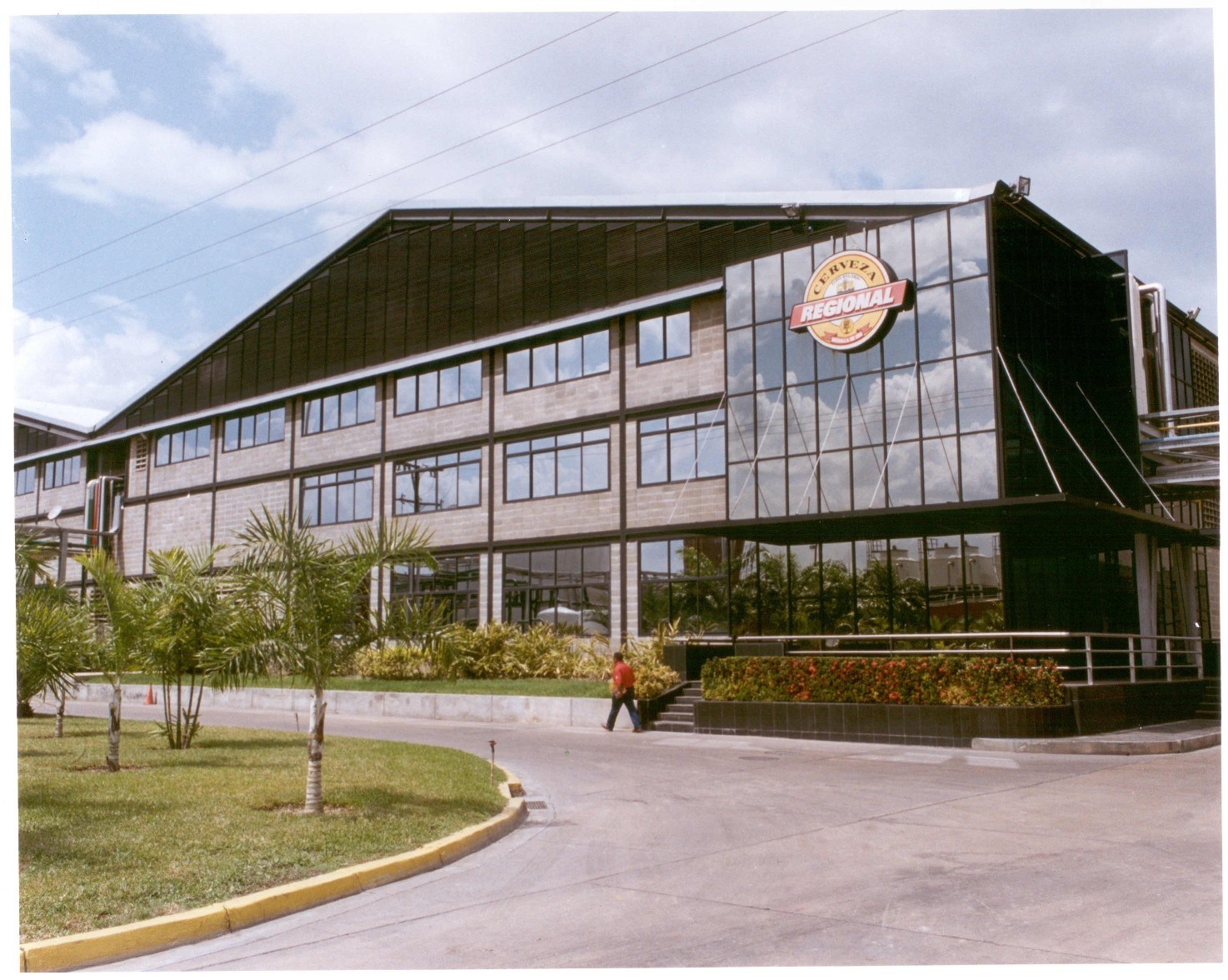
Planta Cagua(peq)

## Educación
La ciudad es sede de instituciones de nivel superior y media superior:
- UNEFA - Universidad Nacional Experimental Politécnica de la Fuerza Armada Bolivariana
- UCV - Universidad Central De Venezuela – Núcleo Cagua
- IUTAR - Instituto Universitario de Tecnología Antonio Ricaurte
- CUAM - Colegio Universitario de Administración y Mercadeo
- IUTEPASCAL - Instituto Universitario de Tecnología Pascal

Entre las instituciones de nivel primaria y media:
- UE.N  - Unidad Educativa Sotero Arteaga Miguelena
- UEC.AE - Unidad Educativa Colegio Aragua Estudiantil
- UE.SJC - Unidad Educativa San José de Cagua
- UE.JLB - Unidad Educativa José Helimenas Barrios
- UE.SS - Unidad Educativa Santísimo Salvador
- UEP. CEC - Unidad Educativa Privada "Colegio El Carmelo"
- UEP. ASP - Unidad Educativa Privada "Alejandro Sabes Petión"
- UEP. "San Juan Bosco"
- ETI.MFF - Escuela Técnica Industrial Mariano Fernández Fortique
- UE.RHL - Unidad Educativa Rafael Hernández León
- UE.RB - Unidad Educativa Rafael Bolívar
- UE. AJS - Unidad Educativa Antonio José De Sucre
- EBE. SAM - Escuela Básica Estadal Saúl Albano Moreno
- UEN. T - Unidad Educativa Nacional Taguanes
- UEN. JMMG - Unidad Educativa Nacional Juan Manuel Manzo Gorestegui

## Industrias
En Cagua están ubicadas varias empresas industriales, a saber:
- Celoven
- FANAMETAL
- Cealco
- Alfonzo Rivas
- Plumrose Latinoamericana
- Lengfeld Inc. (antigua General Mills, previamente Pillsbury de Venezuela y en un principio Diablitos Venezolanos).[5]
- Cervecera Regional
- Alibal Purolomo.
- Industrias Iberia.
- Produvisa